# オープリー・ミルズ
オープリー・ミルズ (Opry Mills) は、サイモン・プロパティ・グループによって所有される大規模のショッピングセンターで、以前の所有者はミルズ・コーポレーションとゲイロード・エンターテイメント・カンパニーであった。
1999年、テネシー州ナッシュビルにあったオープリーランドUSAというテーマパークだった場所に建設。
ナッシュビルの歴史上、テーマパークを閉鎖してショッピング・センターを建設するという決定は今でも論争の的となっている。
グランド・オール・オープリー・ハウスとゲイロード・オープリーランド・リゾート・アンド・コンベンション・センターに隣接。

## 解説
オープリー・ミルズはバス・プロ・ショップス、ブラックライオン、ベッド・バス・アンド・ビヨンド、ギブソン・ブルーグラス・ショーケース、サックス・フィフス・アベニュー、バーンズ・アンド・ノーブルなど200以上の店舗が入っている。チリズ、T.G.Iフライデーズ、グレート・ステーキ・アンド・ポテト・カンパニー、スバロなどがある『ピクニック・イン・ザ・パーク(公園でピクニック)』という名の大きなカフェテリアがある。ジョニー・ロケッツ、ロマーノズ・マカロニ・グリルなどのレストランは別な場所にある。
カンバーランド川を走行するショウボートのジェネラル・ジャクソンとミュージック・シティ・クイーンは、オープリー・ミルズの外側から出発。
他に5区画のエンターテイメント・エリアにリーガル・シネマ、IMAXの映画館などの施設がある。

## 閉店した主な店舗
オープリー・ミルズがオープンしてから、多くの店が閉店し撤退した。
- ヒロ・ハッティ(ハワイアンがテーマのチェーン店)
- NASCAR・シリコン・モーター・スピードウェイ(一旦閉店され、「チェッカー・フラッグが輝いている」として再開されたがまた再び閉店。)
- タワーレコード(親会社が倒産)
- アラバマ・グリル

## 出入り口
オープリー・ミルズには5区画に7つの出入り口がある。
- バンドスタンド・エントリー1 - 1区画へ
- ポルテ・コシェア・エントリー2 - 2区画へ
- フロント・ポーチ・エントリー3 - 3区画へ
- ガーデン・トレリス・エントリー4 - 4区画へ
- エンターテイメント・エントリー5 - 5区画(バーンズ・アンド・ノーブル)へ
- エンターテイメント・エントリー6 - 5区画(リーガル・シネマ)へ
- エンターテイメント・エントリー7 - 5区画(アクアリウム・レストラン、スティングレイ・リーフ)へ

アップル・バーン、ワークショップ・ツールズ、バーンズ・アンド・ノーブル、バス・プロ・ショップス、デイブ・アンド・バスターズ、ベッド・バス・アンド・ビヨンド(元のタワーレコードとアラバマ・グリルの区画を加算）は別に外への出入り口がある。

## 敷地
- アップル・バーン (24,149 sq ft (2,244 m2))
- アクアリウム・レストラン (20,128 sq ft (1,870 m2))
- バーンズ・アンド・ノーブル (24,526 sq ft (2,279 m2))
- バス・プロ・ショップス (130,131 sq ft (12,090 m2))
- ベッド・バス・アンド・ビヨンド (30,966 sq ft (2,877 m2))
- ブラックライオン (21,095 sq ft (1,960 m2))
- デイブ・アンド・バスターズ (56,886 sq ft (5,285 m2))
- ギブソン・ブルーグラス・ショーケース (30,043 sq ft (2,791 m2))
- ナイキ (20,026 sq ft (1,860 m2))
- サックス・フィフス・アベニュー (27,567 sq ft (2,561 m2))
- オフ・ブロードウェイ・シューズ (22,715 sq ft (2,110 m2))
- オールド・ネイビー (24,834 sq ft (2,307 m2))
- レインフォレスト・カフェ (20,046 sq ft (1,862 m2))
- リーガル・シネマ、IMAX (100,056 sq ft (9,296 m2))
- サン・アンド・スキー・リゾート (21,429 sq ft (1,991 m2))